# آگنیشکا پاوئوکیه‌ویچ
آگنیشکا پاوئوکیه‌ویچ (لهستانی: Agnieszka Pawełkiewicz؛ زادهٔ ۱۹۹۰) بازیگر و صداپیشه اهل لهستان است.
از فیلم‌ها یا مجموعه‌های تلویزیونی که وی در آن‌ها نقش داشته‌است، می‌توان به هتل ۵۲، خانه کشیش و مزرعه اشاره نمود.